# Pitch (cinematografia)
Na cinematografia, um pitch é uma apresentação verbal concisa (e às vezes visual) de uma ideia para um filme ou série de televisão geralmente feita por um roteirista ou diretor de cinema para um produtor cinematográfico ou executivo de estúdio na esperança de atrair financiamento de desenvolvimento para pagar pelo escrita de um roteiro.
A expressão é emprestada de "discurso de vendas". Um argumento de venda é usado em diferentes estágios de produção, como elenco e distribuição, bem como para incentivar os produtores de filmes a financiar ainda mais um projeto. Os cineastas que elaboram um pitch tendem a fabricar um pacote de produção, que é entregue a cada potencial investidor durante o pitch. O pacote contém as informações básicas para o projeto do cineasta, como sinopse do enredo e valores orçamentários. Às vezes, os cineastas produzem um trailer independente como parte do pacote para ajudar os financiadores em potencial a visualizar melhor o projeto e a visão do cineasta.
Embora os pitches sejam geralmente feitos com base em um roteiro completo ou teleplay, as produções animadas para cinema e televisão são frequentemente lançadas com base apenas em storyboards. Por exemplo, o programa de televisão animado Phineas e Ferb foi lançado a partir de um storyboard. Os cofundadores do projeto, Dan Povenmire e Jeff "Swampy" Marsh, precisavam convencer executivos estrangeiros da The Walt Disney Company a dar luz verde à série, então eles desenharam um storyboard e o gravaram como um rolo. Eles então mixaram e dublaram com efeitos sonoros, vozes e narrativa, depois enviaram a gravação para os executivos, que aceitaram.
Os pitches de televisão também podem ser elaborados pela rede ou empresa que produz o programa. Certas redes têm a ideia de incluir um personagem em uma série para aumentar a audiência. Tais pitches foram usados com "Oliver" em The Brady Bunch e "Luke" em Growing Pains. As redes também tentam impor suas ideias aos produtores de séries por meio de seus discursos, embora sua abordagem seja voltada para os negócios e suas ideias geralmente não sejam favorecidas por escritores e telespectadores. Em 1992, a equipe da série animada Rugrats foi abordada pela Nickelodeon, que lançou a ideia de um especial de chanucá do Rugrats. Paul Germain, co-criador da série, respondeu sugerindo um especial de páscoa, que ele chamou de "ideia engraçada". Depois de encerrarem a produção daquele especial, eles começaram a considerar o especial de chanucá e eventualmente o criaram em 1996 como o episódio "A Rugrats Chanukah."